# ديفيد ويليسون
السير ديفيد ويليسون (بالإنجليزية: David Willison)‏ (25 ديسمبر 1919 - 24 أبريل 2009) هو جندي بريطاني خدم مع المهندسين الملكيين بين عامي 1939 و1963، ثم خدم في سلسلة من الأدوار العسكرية الاستخبارية حتى استقالته من الجيش عام 1975. أصبح ويليسون بعد ذلك المدير العام للاستخبارات البريطانية حتى عام 1978.

## العائلة والحياة الخاصة
وُلد ويليسون في كامبرلي. قبل أن يدخل كلية ولينغتون، عاش ديفيد ويليسون في مصر، حيث خدم والده آي سي ويليسون. تزوج ديفيد مرتين. الأولى عام 1941 من بيتي بيتس التي أنجبت له ثلاثة أولاد (ابن وابنتان)، وبعد موت بيتي تزوج تريشا كليثيرو في 1994.

## العمل العسكري
بعد كلية ويلينغتون، أتى ويليسون إلى امتحان دخول الجيش ودرس في الأكاديمية العسكرية الملكية في وولويتش، ونجح بالمرتبة الأولى على دفعته وفاز بميدالية بولوك لأعلى إنجاز أكاديمي في فصله. خدم في سلك المهندسين الملكيين في 1939، وفي 1942 عمل معلّمًا في مدرسة الهندسة العسكرية (متخصصًا في جسور بيلي).
كانت الخدمة الفعالة الأولى لويليسون في سووردبيتش في ويسترهام في نورماندي في إنزال النورماندي. وكان على رأس السرية السابعة عشرة الميدانية، ملحقًا بمهندسي القسم الثالث. وفي خلال القتال في بينوفيل في مساء إنزال النورماندي، جُرِح جرحًا بالغًا بسبب شظايا، ولم يعد للخدمة حتى أغسطس التالي. سبب له الجرح ألمًا لوقت طويل من عمره.
وعند عودته إلى مهندسي القسم الثالث، تسلّم قيادة الفرقة الميدانية 246 قرب فينراي في هولندا. في مارس عام 1945 خلال التقدم في بريمين، كان على فرقته أن تفتح طريقًا ملغومًا وجسرًا مهدومًا عبر الأراضي المنخفضة، تجهيزًا للهجوم. كان يعمل تحت قصف شديد، وأشرف على تثبيت جسر بيلي وإزالة الألغام والعوائق. وقد أبطل بنفسه مفعول لغم بحري، حصل بسببه على الصليب العسكري.
وفي السنين المعدودة التي تلت الحرب، دخل ويليسون جامعة ستاف في كامبرلي، وكان فيها من أكثر الطلاب تميزًا، وخدم كقائد فرقة مع فرقة المشاة الهندية الأولى، التي كانت جزءًا من قوة إعادة الاحتلال في جافا، وخدم كضابط أركان في قيادة مالايا إتش كيو، وأرسل إلى المكتب الحربي في لندن، واستلم قيادة الفرقة الميدانية 16 من المهندسين الملكيين المستقرة في مصر.
في عام 1953، أُرسل إلى برلين ليقود المهندسين الملكيين هناك. أثناء إقامته في برلين ساعد ويليسون بجهد إنكليزي أمريكي سري في التجسس على شريط هاتف رائد في الجيش الروسي، ببناء منشأة تحت الأرض اكتشفها الروس بعد عدة أشهر.
بعد عمله معلمًا في جامعة ستاف في كامبرلي في الفترة من 1955 إلى 1958، أُرسل ويليسون إلى عدَن حيث دعم القوة الجوية الخاصة لمساعدة سلطان عمان في الجبل الأخضر خلال تمرّد ناصريّ (نسبة إلى جمال عبد الناصر). وقاد بعد ذلك المهندسين الملكيين من عام 1960. كانت هذه الوحدة جزءًا من الاحتياط الاستراتيجي، مع مفارز في عدة مناطق صراع لتعطي ويليسون خبرة دولية إضافية.
في عام 1963، عُيّن ويليسون في الاستخبارات العسكرية القسم 4 في مكتب الحرب، وكانت مهمته الأساسية تقدير الأوضاع في الشرق الأوسط. تبع ذلك تعيينات استخباراتية عالية له بعد نجاحه المعروف في الاستخبارات العسكرية القسم 4: قائد لواء مخابرات الدفاع في 1967، ورئيس أركان المخابرات المساعد في القوة العسكرية الشمالية عام 1970، ومدير المخابرات في 1971، وأخيرًا؛ نائب رئيس الأركان في المخابرات عام 1972.

## عمله بعد ذلك
استقال ويليسون من الجيش عام 1975 لكنه بقي في الخدمة العامة. وعُيّن مباشرة في منصب المدير العام للمخابرات حتى استقال في 1978. في هذه الفترة، اقتنعت حكومة العمال بزيادة مصاريفها الدفاعية وتجديد سلاحها النووي الرادع، خلافًا لسياسات حزب العمال الرسمية. خلال هذه الفترة في الاستخبارات، صنع ويليسون لنفسه سُمعة عالمية.
أصبح ويليسون بعد استقالته مستشارًا، لبنك ويستمينيستر الوطني أولًا، ثم لبنك إقليم ناتويست الاستثماري، حتى عام 1991.
توفي ويليسون في 24 أبريل عام 2009.

## التقدير
كان ويليسون رجلًا متكمنا له فهم سريع للمشكلات المعقدة وقدرة على التعبير عنها بوضوح وبساطة. وكان قد وُهِب ذاكرة قوية ومعرفة واسعة. ظهرت قدراته خلال مسيرته المهنية، وكان دائما ينجح بالمرتبة الأولى أو يُعرف بأنه طالب ذكي.
كان يطلب معايير عالية عند الناس المحيطين به، وكانت أخلاقه الحادة تزعج مرؤوسيه ورؤساءه كذلك، لكنه كان مخلصًا لمن حققوا هذه المعايير، وداعمًا للذين أحاطت بهم المأساة.

## مراتب الشرف
بالإضافة إلى الصليب العسكري، أُعطي ويليسون رتبة الإمبراطورية البريطانية في 1958 والفروسية عام 1973. وتولى مراتب الشرف بصفته عقيدًا في المهندسين الملكيين (1973–1982) ورئيسًا للمهندسين الملكيين (1977–1982) ورجل مدينة لندن الحر عام 1981.